# Janko Petrovec
Janko Petrovec, slovenski dramski igralec, novinar in prevajalec, * 9. maj 1971.
Petrovec je slovenski igralec in novinar. Najprej je deloval kot dramski igralec v Slovenskem stalnem gledališču Trst in se nato zaposlil na RTV Slovenija, kjer je deloval v različnih programih. Med letoma 2016 in 2024 je bil dopisnik iz Rima in Vatikana, od leta 2024 pa je odgovorni urednik Radia Koper.

## Mladost in izobraževanje
Odraščal je v Preboldu, v Celju pa obiskoval Gimnazijo Lava. Maturo je opravil na United World College of the Adriatic v italijanskem Devinu, nato pa se vpisal na študij angleškega jezika s književnostjo ter primerjalno književnostjo na Filozofski fakulteti Univerze v Ljubljani. Kasneje je opravil sprejemne izpite za študij dramske igre in umetniške besede na Akademiji za gledališče, radio, film in televizijo v Ljubljani, kjer je diplomiral leta 1997. 

## Poklicna pot
Leto kasneje je postal član igralskega ansambla Slovenskega stalnega gledališča v Trstu, kjer je deloval do leta 2008, ko se je redno zaposlil na Radiu Prvi Radia Slovenija. Z javno RTV je sodeloval že v času študija, predvsem v razvedrilnem programu Televizije Slovenija. Na radiu je (so)ustvarjal oddaje (Ne)obvezno v nedeljo, Sotočja, prav tako je vodil nekaj radijskih uredništev. Med letoma 2016 in 2024 je bil dopisnik RTV Slovenija iz Rima in Vatikana, nato je postal odgovorni urednik Radia Koper.
Ukvarja se tudi s prevajalstvom iz angleščine in italijanščine v slovenski jezik, povezuje prireditve, bil je tudi podpredsednik Združenja dramskih umetnikov Slovenije.
Je prejemnik več novinarskih nagrad.

## Nagrade

### Igralske nagrade[8]
- 2014 - Priznanje RTV Slovenija za igralski in radijski prispevek
- 2008 - Borštnikova nagrada za igro, za vlogo Semjona Semjonoviča Podsekalnikova
- 2001 - Nagrada festivala za moško vlogo v Zgodbi o mačku, ki je naučil galebko leteti na festivalu Zlata paličica

### Novinarske nagrade
- 2020 - čuvaj/watchdog Društva novinarjev Slovenije